# Малькольм у центрі уваги
Малькольм у центрі уваги (англ. Malcolm in the Middle) — комедійний серіал, що розповідає про життя американської сім'ї середнього класу. Перший епізод був показаний 9 січня 2000 року на каналі Фокс. Серіал перебував в ефірі шість з половиною років, а останній його епізод вийшов в ефір 14 травня 2006 року. Загалом було знято сім сезонів зі 151 епізоду.
Серіал отримав сім нагород Еммі, саунд-трек до серіалу був нагороджений Греммі. В Україні серіал теж має численних шанувальників. В одному з епізодів знялась американська актриса Лариса Олійник.
«Малькольм у центрі уваги» показувався декілька разів по Новому каналу з 2 грудня 2002 року.

## Сюжет
У будинку, де живе сім'я Малькольма, постійно трапляються кумедні ситуації. Діти постійно щось розіб'ють чи вигадають, як дошкулити сусідам. Хоча батьки і намагаються вгамувати їх, але брати Малькольм, Різ, і Дьюї, щораз вигадують нові ігри з усім, що потрапить під руку. Роль головних в будинку виконують мати Лоїс та батько Гел, хоча він не стільки допомагає Лоїс, як є для неї ще однією дитиною. Старший син Френсіс вже живе окремо та має дружину. Спочатку він був у військовому коледжі куди його відправили батьки, після цього поїхав на Аляску, потім одружився із Піамою.

## Сім'я
Лоїс (Джейн Качмарек) — командує сім'єю та тримає все під контролем, вигадує нові покарання для синів.
Гел (Браян Кренстон) — чоловік Лоїс, хоч і є головою сім'ї, але повністю у всьому слухає свою дружину. Має запальний характер, та полюбляє яскраво проводити свій час.
Френсіс (Крістофер Кеннеді Мастерсон) — хоче довести матері, що він цілком самостійний та може впоратись із будь-якими життєвими ситуаціями. Спонукає братів скинути авторитет матері, не дати Лоїс занапастити життя менших братів так, як це сталося, на думку Френсіса, із ним.
Різ (Джастін Берфілд) — найбільший серед синів розбишака, що постійно хоче когось побити, частіш за все своїх молодших братів. Визнає лише авторитет матері, перевагу фізичної сили над розумом. Взірцем для нього є старший брат Френсіс.
Малькольм (Френкі Муніз) — хлопчик-геній, який навчається в класі для обдарованих дітей. Хоч і найрозумніший у сім'ї, але найчастіше бажання розважитись сильніше за здоровий глузд.
Дьюї (Ерік Пер Салліван) — обдарований, грає на фортепіано. Має хист до музики, від природи тонко відчуває її. Протистоїть знущанням Різа. Він не хоче продовжувати сімейну традицію нелюб'язного ставлення до братів. Дьюї пройшов у клас для геніїв, але Малькольм вмовив його, що це не потрібно, і Дьюї навчався у класі для розумово відсталих. Потім, коли розкрилися махінації Малькольма, Дьюї відмовився лишати клас для хворих дітей, тому що відчував, що потрібен їм як лідер.
Джемі (Джеймс і Лукас Родрігес, у пізніших епізодах Сара і Джессіка Стенфорд) — найменший син, мовчазно спостерігає за подіями у будинку.

## Друзі сім'ї
Стіві Канебан — найкращий друг Малькольма. Прикований до інвалідного візка. Хворіє астмою.
Ейб Канебан — батько Стіві.
Крейґ — гладкий співробітник Лоїс. Закоханий у Лоїс ще з першого сезону, та готовий вдовольнитися тим, що вони будуть разом, коли Гел помре, а Лоїс від хвороб буде прикована до ліжка (за обіцянкою Лоїс).